# Disney's All-Star Movies Resort
Disney's All-Star Movies Resort es uno de los "Walt Disney World Resorts" localizado en Walt Disney World cerca de Orlando, Florida. Es uno de los 4 resorts Disney, pertenecientes a la categoría "Económica" junto con Disney's All-Star Sports Resort, Disney's All-Star Music Resort, y Disney's Pop Century Resort. El resort está localizado en la parte sur de la propiedad de Walt Disney World, y tiene un tema cinematográfico. Como es característico de los resorts económicos de disney, la propiedad fue decorada con figuras gigantes al igual que la piscina; la piscina Duck Pond Pool está decorada con grandes esculturas de patos; Herbie, el auto escarabajo; cachorros de "101 dálmatas" y algunos personajes de Toy Story. Como otros resorts económicos, el All-Star Movies posee restaurantes y algunos bares a los lados de la piscina. Muchas habitaciones poseen dos camas de doble plaza. Hay habitaciones para discapacitados, servicio de pizza a la habitación, habitaciones de no fumadores, planchas, tablasde planchar, refrigeradores y televisores (solo se emiten las señales de Disney Channel y ESPN).

## Características
Las habitaciones se dividen en 5 pares de edificios de 3 pisos decorados con las distintas películas Disney.  Por ejemplo, la sección de Toy Story cuenta con un cubo de 27 metros de altura de Green Army Men, un icono de Woody 30 metros de altura y un icono de 47 pies de altura, Buzz Lightyear. Los edificios están pintadas de colores vivos y cubiertos con detalles juguetones y sorpresas escondidas.
El edificio central del resort se llama Cinema Hall, y las instalaciones incluyen el lobby principal para el check-in, the World Premiere food court (Restaurante), the Donald's Double Feature shop, y Reel Fun Arcade (Sector de juegos).

## Restaurantes y tiendas
- World Premiere Food Court
- Pizza delivery
- Silver Screen Spirits Bar
- Lyric
- Donald's Double Feature store
- Rialto ice cream shop

## Transporte
Inicialmente, Disney proveía de diferentes buses para cada uno de los resorts All-Star. En una movida aparente para recaudar fondos, los buses de los tres resorts All-Star recorren una sola ruta; deteniéndose primero en Disney's All-Star Sports Resort, luego en Disney's All-Star Music Resort y al final en All-Star Movies. Siendo el último en las paradas de autobús, los huéspedes suelen quedarse en las habitaciones o tardan en llegar a la entrada, por lo que el bus suele irse del All-Star Movies. 